# Kajani
Kajani ist ein Straßendorf im Departamento La Paz im südamerikanischen Andenstaat Bolivien.

## Lage im Nahraum
Kajani ist der zentrale Ort des Cantóns Kajani im Municipio Sica Sica in der Provinz Aroma und liegt auf einer Höhe von 4057 m. Kajani liegt in der westlichsten Kette der Serranía de Sicasica, einem nord-südlich ausgerichteter Gebirgsriegel zwischen La Paz und Cochabamba, der bis auf mehr als 4850 m ansteigt.

## Geographie
Kajani liegt auf dem bolivianischen Altiplano zwischen den Anden-Gebirgsketten der Cordillera Occidental im Westen und der Cordillera Central im Osten. Die Region weist ein ausgeprägtes Tageszeitenklima auf, bei dem die mittlere Temperaturschwankung im Tagesverlauf stärker ausfällt als im Jahresverlauf.
Die Jahresdurchschnittstemperatur der Region liegt bei etwa 11 °C, die monatlichen Werte schwanken nur unwesentlich zwischen 7 °C im Juni/Juli und 13 °C im November/Dezember (siehe Klimadiagramm Belén). Der Jahresniederschlag beträgt niedrige 450 mm, in der ariden Zeit von April bis Oktober liegen die monatlichen Werte unter 25 mm und nur die Monate Dezember bis Februar weisen stärkere Niederschläge zwischen 80 und 115 mm auf.

## Verkehrsnetz
Kajani liegt in südöstlicher Richtung 166 Straßenkilometer entfernt von La Paz, der Hauptstadt des gleichnamigen Departamentos.
Von La Paz aus führt die asphaltierte Nationalstraße Ruta 2 in westlicher Richtung nach El Alto, von dort 131 Kilometer nach Süden die Ruta 1 über Sica Sica nach Cruce Luribay und Belén. Von hier aus führt die Nationalstraße weiter in südöstlicher Richtung zu den Departamento-Hauptstädten Oruro, Potosí und Tarija und nach Bermejo an der argentinischen Grenze.
In Cruce Luribay zweigt eine Erschließungsstraße nach Nordosten von der Ruta 1 ab, die nach sechs Kilometern Collpa Pucho Belén erreicht und weiter vorbei an Kajani rechts der Straße und Toloma links der Straße führt.

## Bevölkerung
Die Einwohnerzahl der Ortschaft ist in dem Jahrzehnt zwischen den beiden letzten Volkszählungen deutlich angestiegen:
| Jahr | Einwohner         | Quelle       |
| ---- | ----------------- | ------------ |
| 1992 | keine Detaildaten | Volkszählung |
| 2001 | 134               | Volkszählung |
| 2012 | 182               | Volkszählung |
| 2024 |                   | Volkszählung |

Die Region weist einen hohen Anteil an Aymara-Bevölkerung auf, im Municipio Sica Sica sprechen 90,3 Prozent der Bevölkerung Aymara.